# Симфорус
Симфорус (лат. Symphorus nematophorus) — вид лучепёрых рыб из семейства луциановых, единственный в роде симфорусов (Symphorus). Распространены в Индо-Тихоокеанской области. Морские бентопелагические рыбы. Максимальная длина тела 80 см.

## Описание
Тело умеренно высокое, сжато с боков. Передний профиль головы крутой, но не вертикальный, как у Symphorichthys. Предглазничные выемка и выпуклость отсутствуют. Подглазничная область шире диаметра глаза. Ноздри на каждой стороне рыла расположены не очень близко друг к другу. Наискосок вниз от глаза до передней ноздри или немного дальше идёт глубокая борозда. Рот конечный, длина челюстей примерно одинаковая. Предчелюстная кость выдвижная. Окончание верхней челюсти доходит до вертикали, проходящей через середину глаза. На верхней челюсти нет чешуи и продольных гребней. Зубы на обеих челюстях расположены узкими полосами, во внешнем ряду увеличенные; в передней части верхней челюсти есть клыковидные зубы. На первой жаберной дуге 15—21 жаберных тычинок, из них 4—6 тычинок на верхней части и 10—15 тычинок на нижней части. Спинной плавник сплошной, лишь с небольшой выемкой между колючей и мягкой частями. Колючая часть заметно ниже мягкой части. В спинном плавнике 10 колючих и 14—17 мягких лучей. В анальном плавнике 3 колючих и 9—10 мягких лучей. У молоди один или несколько передних мягких лучей спинного плавника удлинённые, в виде нитей. Последний мягкий луч в спинном и анальном плавниках не удлинённый и не превышает по длине предпоследний луч. Основания мягких частей спинного и анального плавников покрыты чешуёй. Грудные плавники с 16—17 мягкими лучами, длинные, их длина составляет 70—90 % длины головы. Хвостовой плавник выемчатый. В боковой линии 49—55 чешуй. Ряды чешуй вдоль спины идут параллельно боковой линии.
Общая окраска тела взрослых особей красноватая или серовато-коричневая. На теле разбросаны светлые и тёмные пятна или проходят нерегулярные поперечные полосы. У молодых особей спина и верхняя часть тела коричневые или желтоватые, нижняя часть тела желтоватая; по бокам тела проходят ярко-синие полосы, которые могут заходить на голову.
Максимальная длина тела 100 см, обычно до 35 см; масса тела — до 13,2 кг.

## Биология
Морские бентопелагические рыбы. Обитают вблизи коралловых рифов на глубине до 50 м. Ведут одиночный образ жизни. Питаются рыбами. Максимальная продолжительность жизни оценивается в 36 лет.

## Ареал
Западная часть Тихого океана: Новая Каледония, Андаманское море, Фиджи, Тонга, северная Австралия, у берегов Таиланда, острова Рюкю. Восточная часть Индийского океана: у берегов Западной Австралии.

## Взаимодействие с человеком
Ловят ярусами, также являются объектом подводной охоты с гарпунными орудиями лова. Существует опасность заболевания сигуатерой после употребления в пищу данного вида рыб. В Австралии введён запрет на продажу симфорусов на рынке.